# Tossal de la Llosa
El Tossal de la Llosa és una muntanya de 1.968,1 metres d'altitud del terme municipal d'Alt Àneu, a la comarca del Pallars Sobirà. Feia de partió entre els antics termes d'Isil i de Sorpe.
Està situat al sud-est del poble d'Isil i al nord-est del de Borén, a l'esquerra de la Noguera Pallaresa. És a ponent del cim del Cap de la Travessa.